# Павлов, Виктор Владимирович
Виктор Владимирович Павлов (7 августа 1923, Рогачёв, Гомельская губерния, СССР — 22 сентября 2014, Санкт-Петербург, Российская Федерация) — советский организатор оборонной промышленности, генеральный директор ЛНПО «Гранит» (1973—1985), Герой Социалистического Труда.

## Биография
Родился в городе Рогачёве Гомельской губернии РСФСР (ныне Гомельской области Белоруссии). Участник Великой Отечественной войны. Участник обороны Ленинграда,
В 1950 году окончил Ленинградский электротехнический институт имени В. И. Ульянова (Ленина). Кандидат технических наук (1971). Старший научный сотрудник (1985). В 1950 году поступил на работу в НИИ-49 Минсудпрома, где прошёл путь от инженера до начальника отдела радиолокационных средств, заместителя главного инженера.
- 1965—1985 гг. — директор НИИ-49 (ЦНИИ «Гранит»),
- 1973—1985 гг. — генеральный директор ЛНПО «Гранит», ставшего одним из крупнейших приборостроительных объединений в Ленинграде. Участвовал в разработках РЛС «Анкер», «Рея», «Накат», «Бухта», «Заря» для нескольких поколений надводных кораблей (НК) и подводных лодок (ПЛ). Главный конструктор ОКР «Клотик», научный руководитель НИР «Бухта»,
- 1985—1987 гг. — начальник сектора,
- 1987—1988 гг. — старший научный сотрудник ЛНПО «Гранит».

С 1988 года на пенсии.
Как организатор производства, особое внимание уделял уделял внедрению новых технологий, унификации технических решений в радиотехнических устройствах для корабельных и бортовых комплексов. Возглавлял работы по разработке, поставке спецтехники радиоэлектронного морского приборостроения: радиолокационных комплексов, сложных радиоэлектронных систем управления оружием, систем освещения обстановки и целеуказания. В период его руководства предприятием на флот были поставлены комплексы ракетного оружия нескольких поколений: «Аметист» с первой в мире крылатой ракетой с подводным стартом, «Базальт», «Вулкан», «Гранит», которыми вооружены ПЛ различных проектов, НК типа «Пётр Великий», «Адмирал флота Советского Союза Кузнецов», тяжелый авианесущий крейсер «Киев», ракетный крейсер «Слава». Являлся организатором научно-исследовательских и опытно-конструкторских работ по созданию специализированных многоканальных информационно-измерительных комплексов обнаружения аномалий гидрофизических полей морской среды, завершившихся принятием на вооружение ВМФ комплексов «Кайра» и «Тукан».
Похоронен на Богословском кладбище Санкт-Петербурга.

## Награды и звания
- Герой Социалистического Труда (1984);
- Награждён тремя орденами Ленина (1970, 1976, 1984), орденами Отечественной войны I и II степеней (1975 и 1945), «Знак Почёта» (1957), девятью медалями;
- Почётный радист СССР (1968).